# Monte Caburaí
Il monte Caburaí è un monte del Massiccio della Guiana alto 1.465 m al confine tra Brasile e Guyana.
Il monte è il punto più a nord del Brasile. Un proverbio brasiliano definisce il Brasile dal "Caburaí ao Chuí" (Dal Caburaì a Chuí).